# Julien Randrianarimalala
Julien Herve Randrianarimalala (ur. 1995) – madagaskarski zapaśnik walczący w stylu wolnym. 
Srebrny medalista igrzysk Wysp Oceanu Indyjskiego w 2023. Mistrz Afryki kadetów w 2012 roku.